# Désinord Jean
Désinord Jean, né le 26 septembre 1967 à Furcy dans le département de l'Ouest à Haïti, est un prélat catholique haïtien, évêque de Hinche depuis 2016.

## Biographie
Désinord Jean effectue ses études en vue du sacerdoce d'abord au séminaire de Cazeau où il suit le cycle de philosophie puis au séminaire de Turgeau pour le cycle de théologie. Il est ordonné prêtre pour l'archidiocèse de Port-au-Prince le 13 novembre 1994. 
De 1999 à 2002, il rejoint l'université grégorienne de Rome où il poursuit des études en communications sociales. Pendant deux ans ensuite il œuvre à la radio catholique Spirit FM et collabore avec une paroisse de Tampa en Floride. Il rejoint Port-au-Prince en 2004 où il exerce des fonctions d'enseignement, d'abord au service de la catéchèse puis au séminaire de Port-au-Prince. À partir de 2003, il est directeur de Radio soleil et en 2008, il fonde Télé Soleil. À partir de 2005 il est le coordinateur du réseau national Étoile Radio Catholique. En mai 2011, il est également nommé porte-parole de l'archidiocèse de port-au-Prince.       
Le 4 avril 2016, il est nommé évêque de Hinche où il succède  à Simon-Pierre Saint-Hillien décédé en juillet 2015. Il reçoit l'ordination épiscopale le 2 juillet suivant des mains du cardinal Chibly Langlois. 